# Bonpland (kráter)

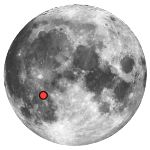
Poloha kráteru na měsíci

Bonpland je pozůstatkem měsíčního impaktního kráteru. Má společný val s kráterem Fra Mauro na severu a Parry na východě. Průsečík jejich okrajů tvoří třícípý hornatý svah. Na jihovýchod od něho je malý kráter Tolansky. Bonpland leží na východním okraji Mare Cognitum. Je pojmenován po Aimé Jacques Alexandre Bonplandovi, francouzském průzkumníkovi a botanikovi.